# Baldwin Lonsdale
Baldwin Lonsdale, född 5 augusti 1948, död 17 juni 2017 i Port Vila, var Vanuatus president från 22 september 2014 till sin död 17 juni 2017. Han valdes av ett råd bestående av de 52 ledamöterna i parlamentet och ledarna för landets sex provinser.
Lonsdale var en anglikansk präst och var tidigare generalsekreterare för provinsen Torba. Han var den andre anglikanske prästen som valts till president i Vanuatu.
Lonsdale avled i ämbetet i en ålder av endast 68 år.